# Keimfarben
Keimfarben GmbH je středně velký podnik sídlící v německém Diedorfu u Augsburku. Spadá do obchodní skupiny Leonhard Moll AG a je předním světovým výrobcem silikátových nátěrů. Ty zdobí stavby jako je Bílý dům, Buckinghamský palác, Opera v Sydney či Bolšoj Teater.
Svět stavebnictví a malby končícího 19. století změnil vynález silikátových nátěrů (tj. minerálních barev). Za jejich vynálezce je považován zakladatel firmy Keimfarben, Adolf Wilhelm Keim.[zdroj⁠?!]

## Historie

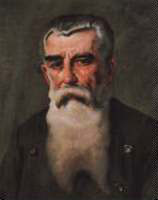
Adolf Wilhelm Keim

Za vlády bavorského krále Ludvíka I. se začalo intenzivně zkoumat mj. vodní sklo. Panovníkovi totiž natolik učarovaly severoitalské pestrobarevné vápenné fresky, že je chtěl mít i doma v Bavorsku. Což nebylo jednoduché, jelikož drsné německé klima této italské technice nesvědčilo.[zdroj⁠?!]
Řešení však nakonec nalezl řemeslný mistr a badatel Adolf Wilhelm Keim. Ze směsi tekutého vodního skla (silikátu draselného) a minerálních barevných pigmentů připravil nátěr, který se vyznačoval jak robustností vůči klimatu na sever od Alp, tak i barevností. Klíčem k vysoké odolnosti bylo chemické spojení pojiva s podkladem (tzv. prokřemenění).[zdroj⁠?!] V roce 1878 si Keim nechal své minerální nátěry patentovat. Tento krok se stal základním kamenem firmy Keimfarben GmbH. Její první výrobní prostory ležely v blízkosti vápencového lomu v dolnobavorském městečku Offenstetten (dnes součást Abensberku).

## Struktura koncernu

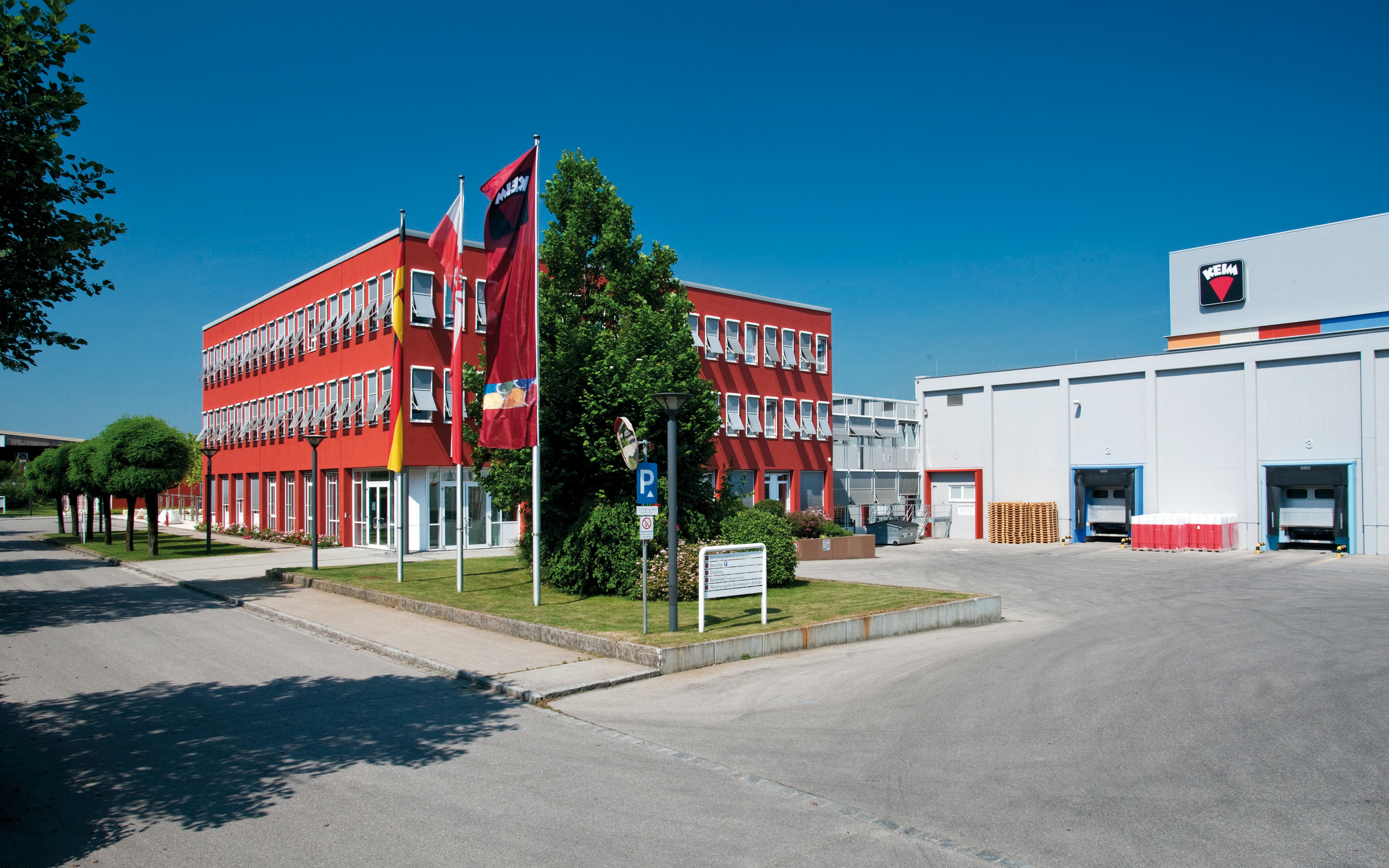
Hlavní sídlo v Diedorfu

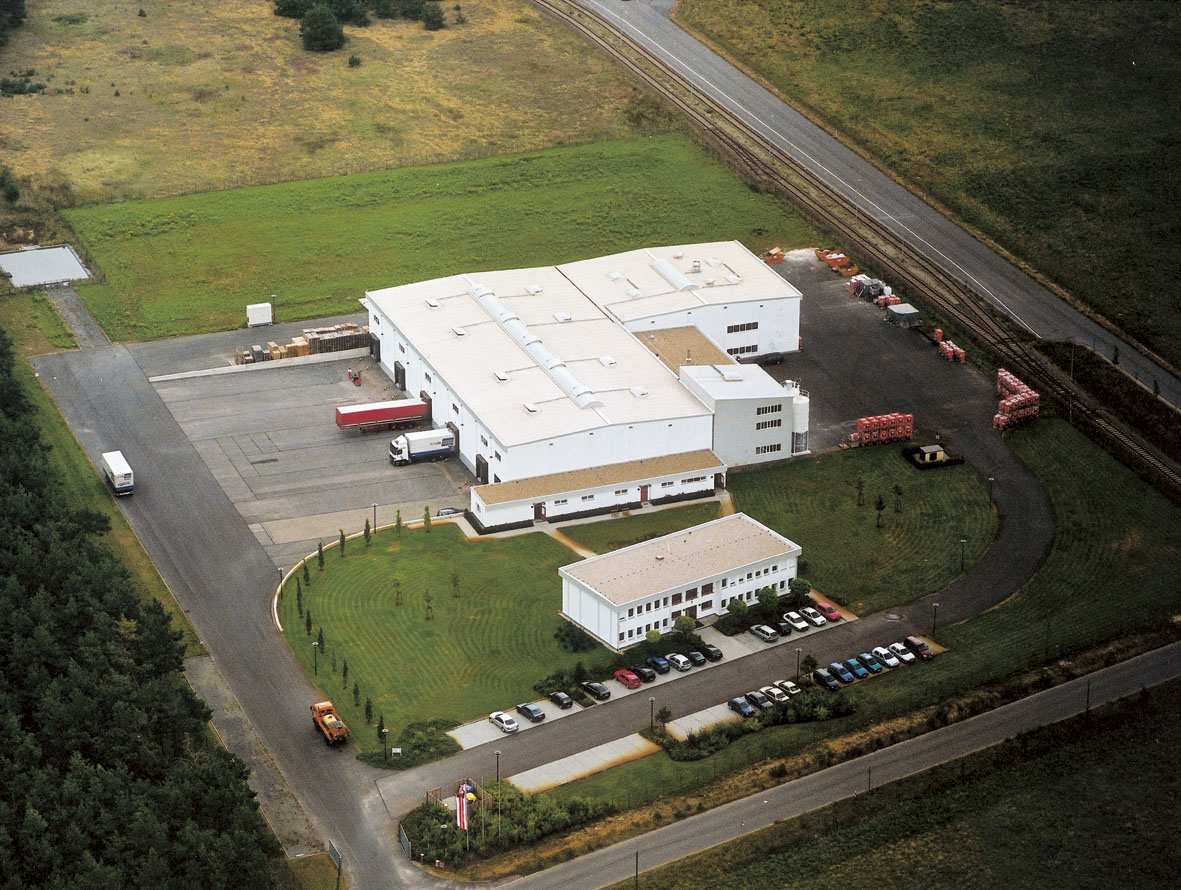
Pobočka v Alteno

Firma Keimfarben má dva závody v Německu, Diedorf (hlavní sídlo) a Alteno/Luckau, a prostřednictvím svých jedenácti zahraničních dceřiných společností operuje nejen v Evropě (v Rakousku, Švýcarsku, Itálii, Francii, Španělsku, Nizozemsku, Velké Británii, Skandinávii, Polsku, České republice), ale i ve Spojených státech. V řadě dalších zemí, ve kterých firma není zastoupena dceřinými společnostmi, zajišťují odbyt autorizovaní prodejci (Austrálie, Kanada, Čína, Singapur, Malajsie a Rusko). Dne 6. září 2012 změnila firma Keimfarben GmbH & Co KG svoji právní formu a od té doby vystupuje pod názvem „Keimfarben GmbH“.

## Produkty
První generaci nátěrů firmy Keimfarben představovala Keimova dvousložková silikátová barva z roku 1878, v podobě produktu KEIM Purkristalat. V roce 1962 následovala druhá generace nátěrů z produkce firmy Keimfarben, na jejímž počátku stála vůbec první disperzní silikátová barva s názvem Keim Granital, která byla na rozdíl od Purkristalatu jednokomponentní, a tudíž snáze zpracovatelná. A konečně v roce 2002 uvedla firma Keimfarben na trh Keim Sodalit, sol-silikátovou resp. křemičitou sol-silikátovou barvu (pojivo z křemičitého solu v kombinaci s vodním sklem), čímž dále rozšířila uplatnění silikátových barev a usnadnila jejich zpracovatelnost.[zdroj⁠?!]
Firma Keimfarben vyrábí nátěrové systémy do exteriérů i interiérů, minerální omítky a stěrky, systémy na úpravu a ochranu přírodního kamene, tepelně izolační kompozitní systémy a přípravky na opravy a ochranu betonových a jiných povrchových ploch. V sortimentu je také silikátový nátěr na dřevo.